# Despića kuća
Despića kuća je muzej-kuća u Sarajevu. Kuća prikazuje kulturu stanovanja bogate trgovačke srpske pravoslavne obitelji Despić.
Nalazi se na uglu Obale Kulina bana i Despićeve ulice u starom dijelu Sarajeva, nedaleko od Latinske ćuprije i u vlasništvu je Muzeja Sarajeva, kao njegov depandans.
Despića kuća je proglašena nacionalnim spomenikom Bosne i Hercegovine 2005. godine.

## Povijest
Kuća je građena u nekoliko faza u tri različita perioda. Najstariji dio datira iz 17. stoljećaa. Kuća je pripadala imućnoj, pravoslavnoj obitelji Despić koja je kuću poklonila gradu Sarajevu zajedno s još jednim objektom u kojem je danas smješten Muzej književnosti i pozorišne umjetnosti.
Značaj kuće je u činjenici da su se u njoj odigravale prve klasične kazališne predstave tako da se ovaj objekt može smatrati pretečom suvremenog kazališta u Sarajevu.

## Vanjske poveznice
- Dokumentarni film o Despića kući  Arhivirana inačica izvorne stranice od 7. ožujka 2016. (Wayback Machine)
- Službena stranica muzeja Sarajeva